# Independence County
Das Independence County ist ein County im US-Bundesstaat Arkansas. Der Verwaltungssitz (County Seat) ist Batesville. Das County gehört zu den Dry Countys, was bedeutet, dass der Verkauf von Alkohol eingeschränkt oder verboten ist.

## Geographie
Das County liegt im mittleren Nordosten von Arkansas und hat eine Fläche von 1998 Quadratkilometern, wovon 20 Quadratkilometer Wasserfläche sind. Es grenzt an folgende Countys:
| Izard County    | Sharp County | Lawrence County |
| Stone County    |              | Jackson County  |
| Cleburne County | White County |                 |

## Geschichte
Das Independence County wurde am 20. Oktober 1820 aus Teilen des Arkansas County und des Lawrence County gebildet. Die Benennung geht auf die Unabhängigkeitserklärung zurück.

## Demografische Daten
Nach der Volkszählung im Jahr 2010 lebten im Independence County 36.647 Menschen in 14.431 Haushalten. Die Bevölkerungsdichte betrug 18,5 Einwohner pro Quadratkilometer.
Ethnisch betrachtet setzte sich die Bevölkerung zusammen aus 91,9 Prozent Weißen, 2,0 Prozent Afroamerikanern, 0,5 Prozent amerikanischen Ureinwohnern, 0,8 Prozent Asiaten sowie aus anderen ethnischen Gruppen; 1,5 Prozent stammten von zwei oder mehr Ethnien ab. Unabhängig von der ethnischen Zugehörigkeit waren 5,8 Prozent der Bevölkerung spanischer oder lateinamerikanischer Abstammung.
In den 14.431 Haushalten lebten statistisch je 2,33 Personen.
24,0 Prozent der Bevölkerung waren unter 18 Jahre alt, 60,1 Prozent waren zwischen 18 und 64 und 15,9 Prozent waren 65 Jahre oder älter. 50,9 Prozent der Bevölkerung war weiblich.
Das jährliche Durchschnittseinkommen eines Haushalts lag bei 34.487 USD. Das Prokopfeinkommen betrug 19.776 USD. 20,8 Prozent der Einwohner lebten unterhalb der Armutsgrenze.

## Kultur und Sehenswürdigkeiten

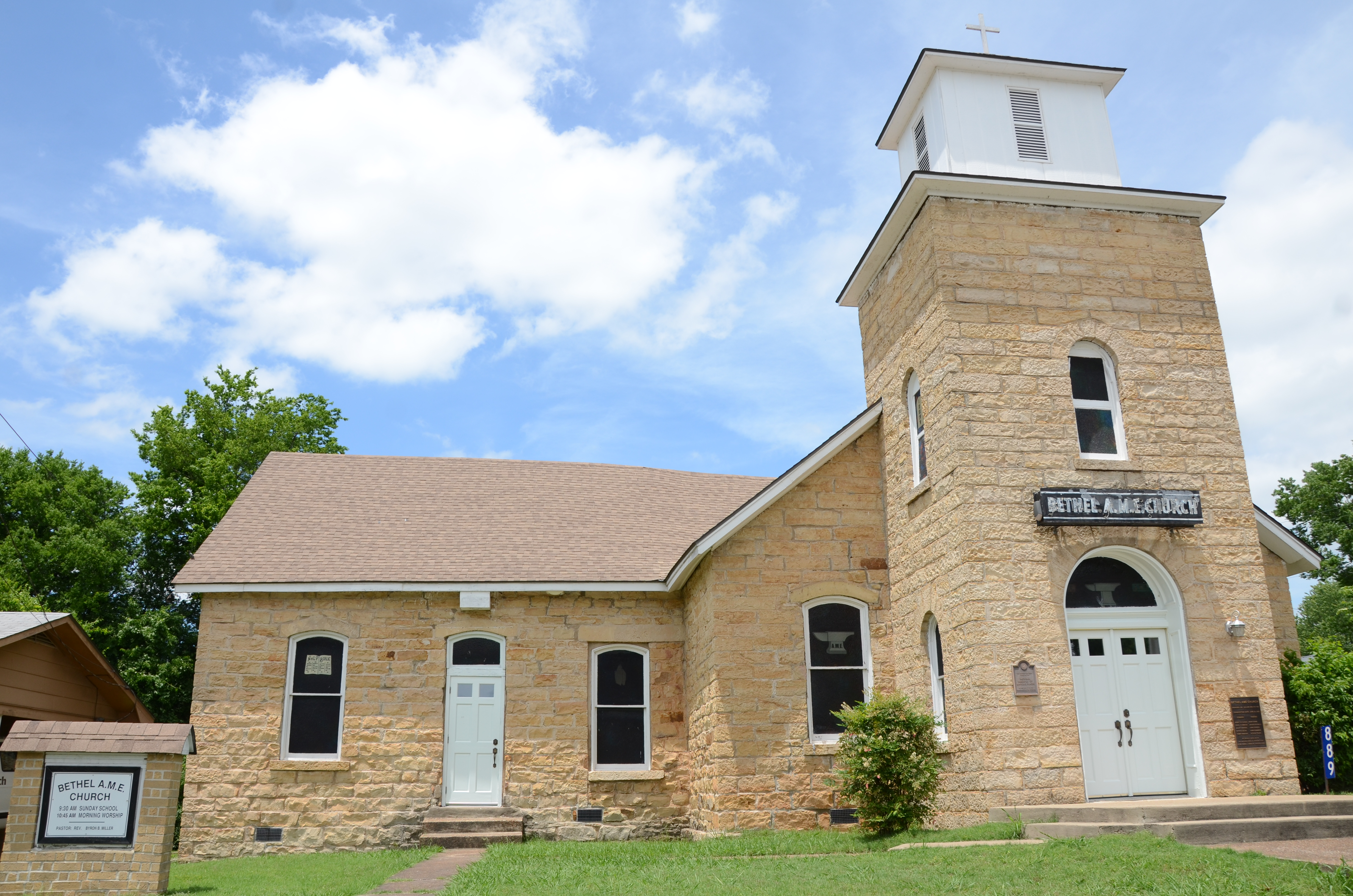
Bethel African Methodist Episcopal Church in Batesville (2016). Diese 1881 errichtete Kirche für eine afroamerikanische Gemeinde ist seit Oktober 1986 im National Register of Historic Places eingetragen.

43 Bauwerke, Stätten und historische Bezirke (Historic Districts) des Countys sind im National Register of Historic Places („Nationales Verzeichnis historischer Orte“; NRHP) eingetragen (Stand 3. März 2022), darunter die Bethel African Methodist Episcopal Church, der Batesville East Main Historic District sowie das Charles R. Handford House.

## Orte im Independence County
| Citys - Batesville - Cave City1 - Newark | Towns - Cushman - Magness - Moorefield | - Oil Trough - Pleasant Plains - Sulphur Rock |

Unincorporated Communitys
| - Bryant - Charlotte - Cord - Desha | - Floral - Locust Grove - Pfeiffer - Rosie | - Salado - Southside - Thida |

1 – teilweise im Sharp County

weitere Orte
- Bailey
- Bethesda
- Big Spring Mill
- Cedar Grove
- Collietown
- Cushman Junction
- Dennison Heights
- Dota
- Dowdy
- Dunnington
- Earnheart
- Elmo
- Gainsboro
- Harmontown
- Hazel Grove
- Hickory Valley
- Huff
- Hutchinson
- Jamestown
- Limedale
- Limedale Junction
- Lockheart
- Maple Springs
- McHue
- Mount Carmel
- New Hope
- O’Neal
- Paroquet
- Pattonville
- Rutherford
- Sandtown
- Simmons
- The Quarry
- Union Hill
- Walnut Grove

Townships
- Ashley Township
- Barren Township
- Big Bottom Township
- Black River Township
- Cushman Township
- Departee Township
- Dota Township
- Fairview Township
- Gainsboro Township
- Greenbrier Township
- Hill Township
- Huff Township
- Jefferson Township
- Liberty Township
- Logan Township
- Magness Township
- Marshell Township
- McHue Township
- Moorefield Township
- Oil Trough Township
- Relief Township
- Rosie Township
- Ruddell Township
- Salado Township
- Union Township
- Washington Township
- White River Township
- Wycough Township